# Lobamba
Lobamba (9 900 abitanti) è la capitale tradizionale e legislativa dell'eSwatini e capoluogo del Inkhundla Lobamba, nel Distretto di Hhohho. Si trova nella parte occidentale del paese, nella valle dell'Ezulwini, a 16 km da Mbabane. È sede del parlamento e residenza della Ndlovukati.

## Storia
Due zone sono state chiamate Lobamba, la prima ora chiamata "Vecchia Lobamba" è stata fondata nel 1750 nell'eSwatini meridionale. Invece la moderna Lobamba è un insediamento creato da Sobhuza II nella parte nordoccidentale del paese.
Nel 1903, in seguito alle guerre boere, il governo britannico prese il controllo dello Swaziland che fu governato da un reggente. Nel 1921 il re Sobhuza II divenne il leader dello Swaziland, che era ancora sotto il controllo del governo britannico. Lo Swaziland divenne indipendente dal governo britannico il 6 settembre 1968, evento annunciato in una stalla a Lobamba dal principe Makhosini, il primo Primo ministro del paese e pronipote di Sobhuza I. Con la sua indipendenza, lo Swaziland fu membro a pieno titolo dell'Organizzazione dell'Unità Africana (OAU), ed è membro del Commonwealth britannico, delle Nazioni Unite e dell'Unione Africana.

## Governo

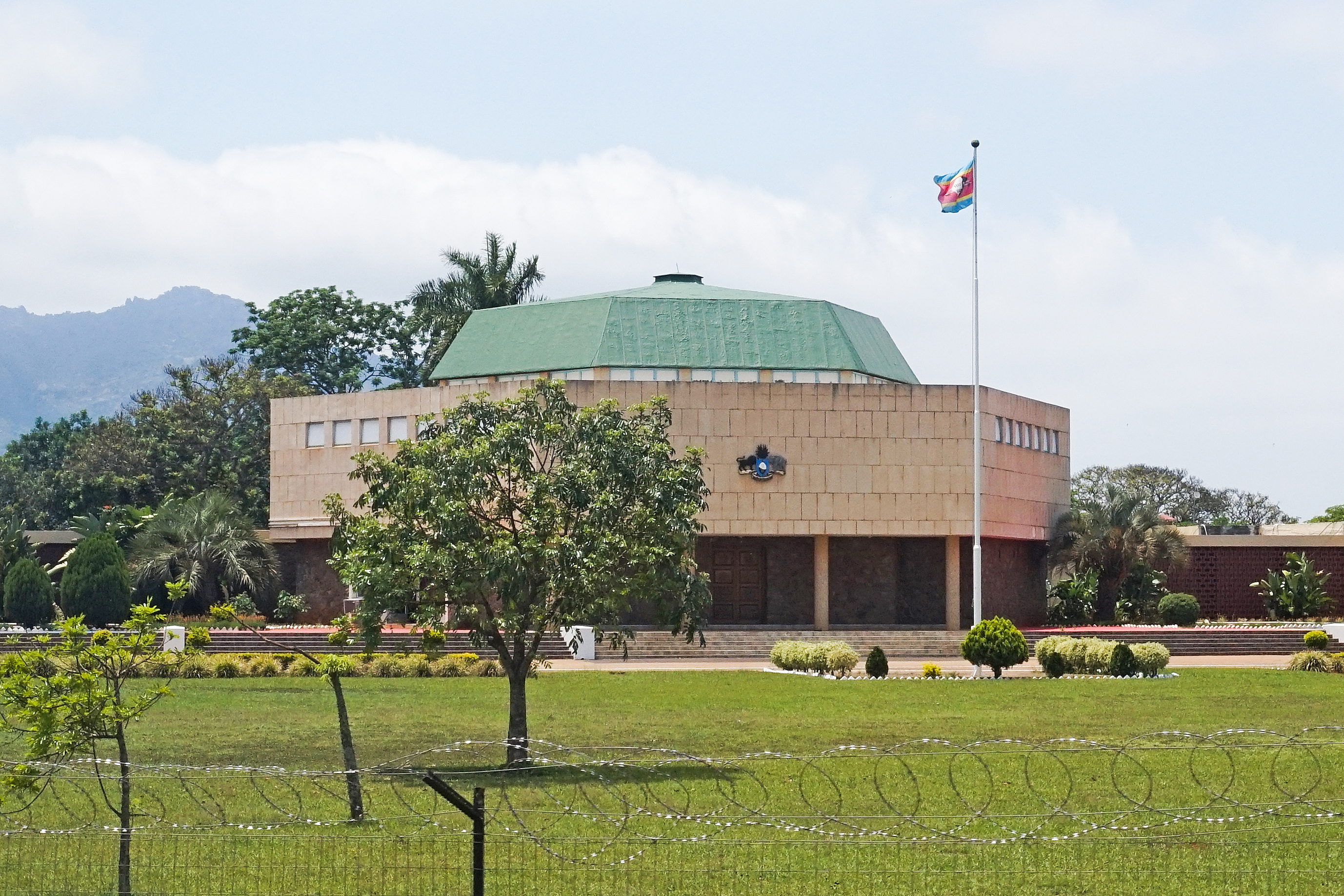
Edifici del Parlamento a Lobamba

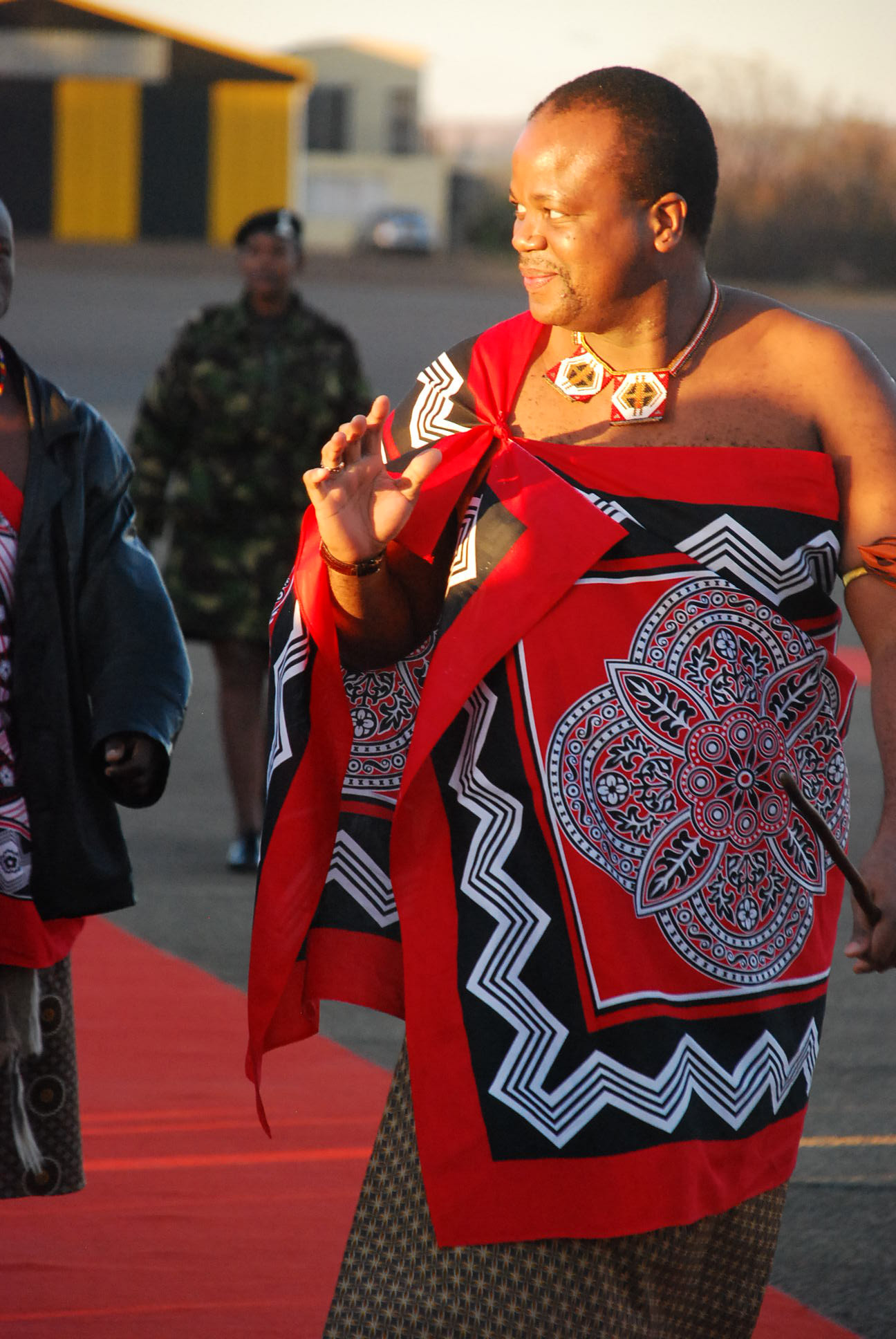
Mswati III, re di eSwatini
1986 – in carica

### Parlamento di eSwatini
Lobamba è la sede del Parlamento statale, che possiede unicamente funzioni consultive. Il Parlamento dell'eSwatini è diventato un ramo dell'Associazione parlamentare del Commonwealth il 1º gennaio 1965 e ottenne la sua indipendenza il 1º gennaio 1968. La costituzione è stata firmata dal re Mswati III al suo interno, il 26 luglio 2005. Secondo la costituzione, il re nomina il primo ministro e il gabinetto. Ci sono due camere: il Senato e la Camera dell'assemblea. L'edificio del parlamento è talvolta aperto ai visitatori.

### Palazzo di Stato di Embo
Il palazzo reale di Embo, fu costruito dagli inglesi per ospitare il poligamo Sobhuza II e la sua famiglia, tra cui 600 bambini. Non è aperto ai visitatori e non sono ammesse fotografie.

### Residenze reali
Il re Mswati III vive al Palazzo Lozitha, a una decina di chilometri dalla città. Egli visita il kraal reale, o Villaggio Reale di Ludzidzini, durante la cerimonia Umhlanga con la danza delle canne (Reed dance). Il villaggio reale comprende il kraal reale della regina Ntfombi, gruppi di abitazioni e una piazza d'armi per le cerimonie.

## Infrastrutture e trasporti

### Applicazione della legge
Lobamba ha una stazione di polizia ed è servita dal Royal Eswatini Police Service. Durante l'era coloniale britannica Lord Selborne, Alto Commissario per il Sud Africa, firmò un proclama nel 1907 per quella che divenne la eSwatini Police Force. Dopo l'indipendenza dell'eSwatini nel 1968, la forza fu rinominata Royal eSwatini Police Force. Il suo nome fu ulteriormente cambiato rendendola un servizio, piuttosto che una forza.

### Istruzione
L'istruzione è gratuita, ma non obbligatoria. Ha bassi tassi di alfabetizzazione, ma sono in aumento. La Lobamba National High School si trova a Lobamba.

### Salute e benessere
Il governo fornisce strutture sanitarie per gestire le malattie endemiche e la malnutrizione. Le pensioni di vecchiaia, di invalidità e di reversibilità sono disponibili attraverso il suo sistema di welfare.

### Trasporti
Molte delle strade in eSwatini non sono asfaltate, ma ci sono buone strade che collegano le città principali, tra cui l'autostrada MR3 e la strada MR103. Ci sono piccole piste di atterraggio locali e una ferrovia che opera tra eSwatini e Mozambico.  L'Aeroporto di Matsapha è a 23 chilometri (14 miglia) da Lobamba. Il successivo aeroporto nazionale e internazionale più vicino è l'Aeroporto Internazionale di Maputo in Mozambico, che dista 216 chilometri (134 miglia).

Uno dei tour operator in eSwatini è Swazi Trails, che offre tour del villaggio reale di Lobamba, riserve naturali, parchi di caccia e centri artigianali. Nabo Bashoa organizza tour in minibus.

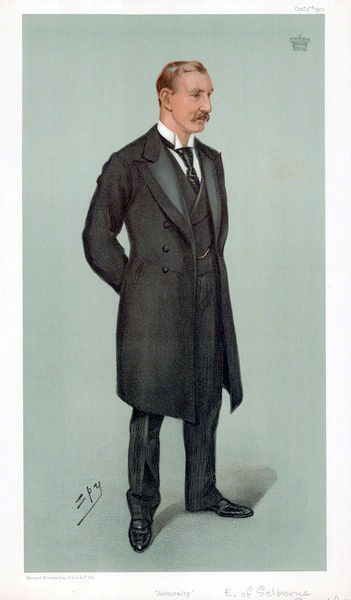
Nel 1907 Lord Selborne, Alto Commissario per il Sudafrica, firmò un proclama per quella che sarebbe diventata la Forza di Polizia dell'eSwatini.

## Monumenti e luoghi d'interesse

### Museo nazionale di eSwatini
Il Museo nazionale di eSwatini, situato a Lobamba accanto al palazzo del Parlamento, è stato costruito nel 1972 e ampliato nel 1986 e nel 1990. Il museo è stato reso un'istituzione senza scopo di lucro nel 1974 dall'International Council of Museums.
Il museo ospita un memoriale al venerato re Sobhuza II e manufatti swazilandesi e sudafricani. Ha una collezione di fotografie che includono soggetti delle regioni di Mbabane e Manzini e amministratori coloniali britannici. Una testa di Krishna del XVI secolo, scoperta nelle vicinanze, si trova nell'ala di storia naturale e fornisce prove del commercio con l'oriente. L'ala di storia naturale include diorami di Alto e Basso Veld per illustrare i diversi ecosistemi di eSwatini e presenta animali notturni raramente visti. Le sue mostre incentrate sulla natura integrano gli impatti ambientali e culturali.
All'esterno del museo si trova la ricostruzione di una fattoria swazilandese.

### Stadio Somhlolo
Vicino al palazzo del Parlamento si trova anche lo stadio Somhlolo, dove si svolgono partite di calcio e altri grandi eventi.

### Mlilwane Wildlife Sanctuary

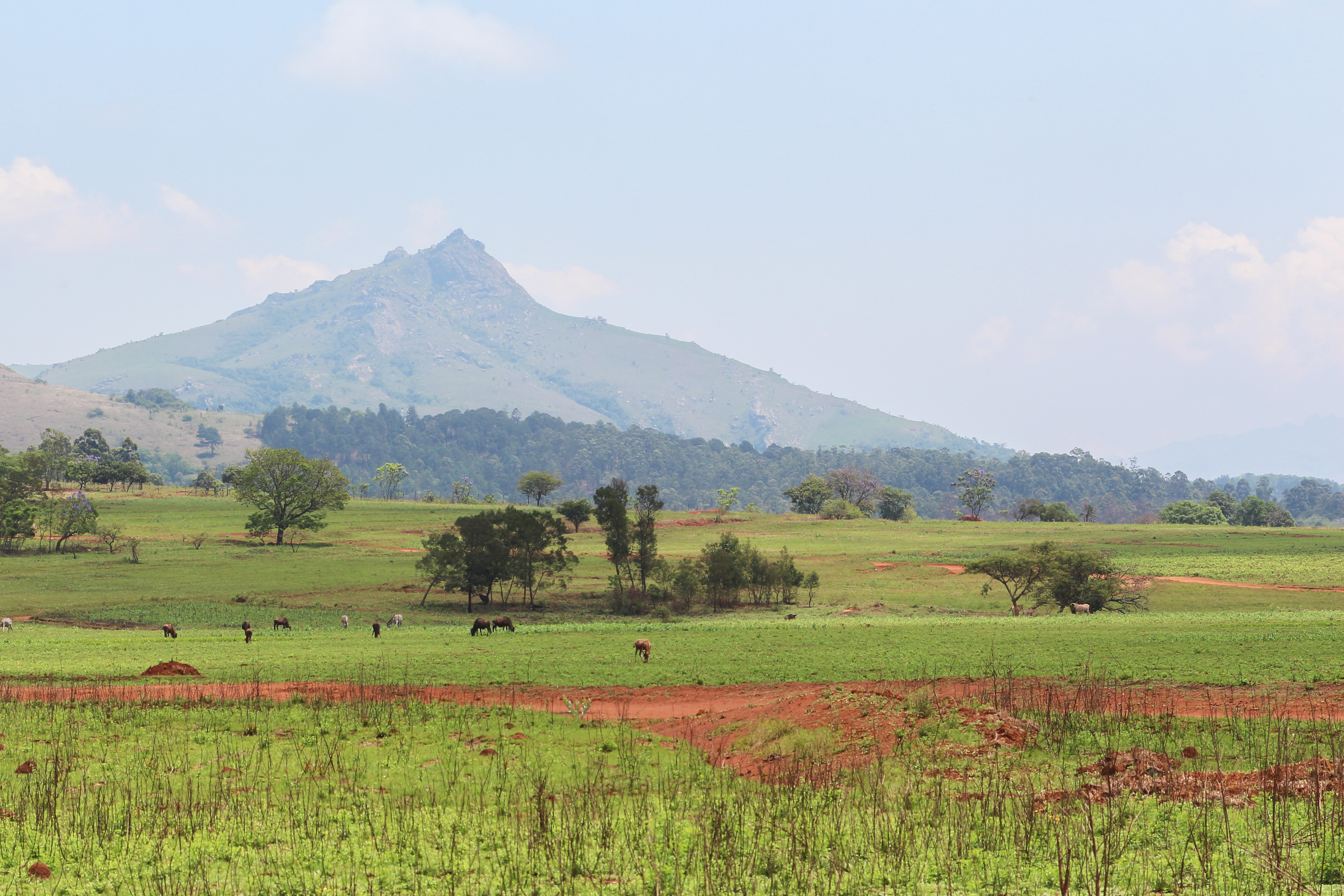
Mlilwane Wildlife Sanctuary

Appena fuori Lobamba si trova il Mlilwane Wildlife Sanctuary che offre percorsi per escursioni a cavallo e trekking, tour guidati in mountain bike, campi rustici e campeggi in grotte. In tutto il parco ci sono opportunità di osservare la selvaggina, tra cui antilopi, giraffe, zebre e molti tipi di uccelli.

### Parco commemorativo del re Sobhuza II
Un parco commemorativo è stato istituito in memoria del re Sobhuza II, che fu il leader dell'indipendenza del paese nel 1968. La vita del re è raccontata attraverso una mostra di fotografie. Tre delle auto d'epoca del re sono nel museo e il suo mausoleo si trova all'interno del parco.

### Malkerns Valley
Malkerns Valley è un centro di arti e mestieri situato a sette chilometri a sud di Lobamba.

## Eventi

### Cerimonie
Lobamba è famosa per due cerimonie che vi si tengono: la Umhlanga, celebrata in agosto e settembre in onore della regina, e la Incwala Kingship, a dicembre e gennaio in onore del re. Queste cerimonie includono danze, canti, e celebrazioni con costumi tradizionali.